# هلی فسقلی در سرزمین غول‌ها
هلی فسقلی در سرزمین غول‌ها کتابی از شکوه قاسم‌نیا است که در سال ۱۳۸۱ منتشر و در مراسم کتاب سال جمهوری اسلامی ایران به‌عنوان کتاب برگزیده معرفی شد.